# Roško Polje
 Ovo je glavno značenje pojma Roško Polje. Za istoimeno krško polje pogledajte Roško polje.
Roško Polje je naseljeno mjesto u općini Tomislavgrad, Federacija Bosne i Hercegovine, BiH.

## Stanovništvo

### Katolici u Roškom Polju 1844.
O duhovnim potrebama katoličkih vjernika u župi Roško Polje sve do polovice 19. stoljeća skrbili su franjevci iz Kraljeve Sutjeske. Jedan od njih, fra Dominik Brkić, popisao je svoje župljane 12. kolovoza 1844. godine.
| Katoličko stanovništvo župe Roško Polje 1844. |           |              |
| naselje                                       | broj kuća | stanovništvo |
| Roško Polje                                   | 55        | 469          |
| Vojkovići                                     | 30        | 186          |
| Vinica                                        | 82        | 619          |
| ukupno                                        | 167       | 1274         |

### Popisi 1971. – 1991.
| Roško Polje        |                |                |                |
| godina popisa      | 1991.          | 1981.          | 1971.          |
| Hrvati             | 1.147 (99,05%) | 1.204 (99,66%) | 1.244 (99,67%) |
| Muslimani          | 0              | 0              | 3 (0,24%)      |
| Srbi               | 0              | 0              | 0              |
| Jugoslaveni        | 0              | 0              | 1 (0,08%)      |
| ostali i nepoznato | 11 (0,94%)     | 4 (0,33%)      | 0              |
| ukupno             | 1.158          | 1.208          | 1.248          |

### Popis 2013.
| Roško Polje        |              |
| godina popisa      | 2013.        |
| Hrvati             | 998 (99,80%) |
| Bošnjaci           | 0            |
| Srbi               | 0            |
| ostali i nepoznato | 2 (0,20%)    |
| ukupno             | 1.000        |

## Šport
- NK Rog Roško Polje

## Vanjske poveznice
- franjevci.info: Roško Polje  Arhivirana inačica izvorne stranice od 4. srpnja 2008. (Wayback Machine)
- Zavičajno društvo Zavelim  Arhivirana inačica izvorne stranice od 26. rujna 2010. (Wayback Machine)